# Mario Party: Island Tour
Mario Party: Island Tour (マリオパーティ アイランドツアー?, Mario Pātī Airando Tsuā) è un videogioco party appartenente alla serie videoludica di Mario Party, di cui è il dodicesimo capitolo della serie e il primo ad apparire sul Nintendo 3DS. Il titolo è stato sviluppato dalla NDcube e pubblicato dalla Nintendo il 22 novembre 2013 in Nord America, a gennaio 2014 in Europa e Australia e il 20 marzo dello stesso anno in Giappone.

## Modalità di gioco
Il gioco riprende varie caratteristiche dei precedenti Mario Party, ad esempio la classica Modalità Party in cui è possibile scegliere in che tabellone giocare, a queste si aggiungono molte novità, ad esempio sono presenti tabelloni in cui il dado è diverso dal normale, oppure si prosegue usando delle carte invece che quest'ultimo. Ogni tabellone ha le sue caratteristiche e le sue regole. Oltre a questo sono presenti anche altre modalità come la Torre di Bowser, che ricorda la Modalità Storia di Mario & Sonic ai Giochi Olimpici di Londra 2012 per Nintendo 3DS, con la sola differenza che a scalare la torre è un solo personaggio. Sono presenti anche dei minigiochi extra che richiedono l'utilizzo delle carte RA, oltre a quelli normali in cui si possono usare tasti, touch screen e il giroscopio del 3DS. La modalità Multiplayer supporta da 2 a 4 giocatori.

## Personaggi
I personaggi giocabili sono 10, di cui 1 sbloccabile:
- Mario
- Luigi
- Peach
- Daisy
- Wario
- Waluigi
- Yoshi
- Boo
- Toad
- Bowser Jr. (sbloccabile completando la Torre di Bowser)